# Ураново
Ураново (баш. Уран) — деревня в Буздякском районе Республики Башкортостан Российской Федерации. Входит в состав Каранского сельсовета.

## География

### Географическое положение
Расстояние до:
- районного центра (Буздяк): 19 км,
- центра сельсовета (Каран): 1 км,
- ближайшей ж/д станции (Буздяк): 19 км.

## Население
| 2002 | 2009 | 2010 |
| ---- | ---- | ---- |
| 444  | ↘401 | ↗419 |

Согласно переписи 2002 года, преобладающая национальность — татары (77 %).

## Религия
В деревне есть мечеть.